# Powiat Rottweil
Powiat Rottweil (niem. Landkreis Rottweil) – powiat w Niemczech, w  kraju związkowym Badenia-Wirtembergia, w rejencji Fryburg, w regionie Schwarzwald-Baar-Heuberg. Stolicą powiatu jest miasto Rottweil.

## Podział administracyjny
W skład powiatu Rottweil wchodzi:
- sześć gmin miejskich (Stadt)
- 15 gmin wiejskich (Gemeinde)
- sześć wspólnot administracyjnych (Vereinbarte Verwaltungsgemeinschaft)
- jeden związek gmin (Gemeindeverwaltungsverband)

Miasta:
| Lp. | Nazwa miasta        | Ludność (31.12.2010) | Powierzchnia km² |
| --- | ------------------- | -------------------- | ---------------- |
| 1   | Dornhan             | 6.115                | 44,93            |
| 2   | Oberndorf am Neckar | 14.378               | 55,93            |
| 3   | Rottweil            | 25.569               | 71,76            |
| 4   | Schiltach           | 3.875                | 34,22            |
| 5   | Schramberg          | 21.242               | 80,70            |
| 6   | Sulz am Neckar      | 12.159               | 87,60            |

Gminy wiejskie:
| Lp. | Nazwa gminy         | Ludność (31.12.2010) | Powierzchnia km² |
| --- | ------------------- | -------------------- | ---------------- |
| 1   | Aichhalden          | 4.083                | 25,74            |
| 2   | Bösingen            | 3.499                | 22,45            |
| 3   | Deißlingen          | 6.008                | 32,16            |
| 4   | Dietingen           | 3.935                | 42,25            |
| 5   | Dunningen           | 6.025                | 48,44            |
| 6   | Epfendorf           | 3.353                | 29,71            |
| 7   | Eschbronn           | 2.086                | 11,41            |
| 8   | Fluorn-Winzeln      | 3.191                | 24,59            |
| 9   | Hardt               | 2.547                | 10,17            |
| 10  | Lauterbach          | 3.006                | 19,95            |
| 11  | Schenkenzell        | 1.778                | 42,14            |
| 12  | Villingendorf       | 3.310                | 9,33             |
| 13  | Vöhringen           | 4.104                | 24,72            |
| 14  | Wellendingen        | 3.103                | 17,47            |
| 15  | Zimmern ob Rottweil | 5.860                | 33,76            |

Wspólnoty administracyjne:
| Lp. | Nazwa wspólnoty administracyjnej | Ludność (31.12.2010) | Powierzchnia km² | Liczba gmin |
| --- | -------------------------------- | -------------------- | ---------------- | ----------- |
| 1   | Dunningen                        | 8.111                | 59,85            | 2           |
| 2   | Oberndorf am Neckar              | 20.922               | 110,23           | 3           |
| 3   | Rottweil                         | 44.565               | 197,40           | 5           |
| 4   | Schiltach                        | 5.653                | 76,36            | 2           |
| 5   | Schramberg                       | 30.878               | 136,56           | 4           |
| 6   | Sulz am Neckar                   | 16.263               | 112,32           | 2           |

Związki gmin:
| Lp. | Nazwa związku gmin | Ludność (31.12.2010) | Powierzchnia km² | Liczba gmin |
| --- | ------------------ | -------------------- | ---------------- | ----------- |
| 1   | Villingendorf      | 6.809                | 31,78            | 2           |